# Coert Lambertus van Beyma thoe Kingma
Coert Lambertus van Beyma thoe Kingma (Workum, 18 februari 1808 - Lemmer, 15 mei 1882) was een Nederlands bestuurder.

## Loopbaan
Van Beyma was een zoon van Julius Matthijs van Beyma thoe Kingma en Agatha Wihelmina van Voss. Hij trouwde met Jacomina Rosetta Geertruida Tjallingii (1808-1888). Hij studeerde rechten en was advocaat in Joure en Lemmer. Hij was daarnaast onder andere voorzitter van de Friese Maatschappij van Landbouw. Van eind 1851 tot zijn overlijden was hij de eerste burgemeester van Lemsterland.
- International Standard Name Identifier: 0000 0003 9792 0235
- Nederlandse Thesaurus van Auteursnamen: 072468033
- Virtual International Authority File: 69315045
- WorldCat: E39PBJcrdfffJvydTh3QyVRh73